# Abscesso anorretal
O abscesso anorretal, abscesso anal ou abscesso perianal é um processo inflamatório agudo da região anal, e geralmente é a primeira manifestação de uma fístula anorretal. A fístula anorretal é um trajeto ("túnel") que se forma entre a parede anorretal e os tecidos vizinhos devido à obstrução do tecido glandular do canal anal, com o objetivo de cessar o processo infeccioso.

## Epidemiologia
Abscessos e fístulas anorretais ocorrem mais comumente em pessoas do sexo masculino do que nas do sexo feminino, na proporção de dois homens para cada mulher.[carece de fontes?] No momento do diagnóstico, dois terços dos pacientes estão entre a terceira e quarta décadas de vida.

## Causas
O abscesso pode ter várias causas, como:
- Glândulas anais bloqueadas
- Fissura ou infecção anal
- Infecções sexualmente transmissíveis

As causas também podem ser baseadas em fatores de risco, como:
- Diabetes
- Diverticulite
- Doença Pélvica
- Colite
- Doença de Crohn

## Sintomas
O abscesso é identificado como um abaulamento muito doloroso na região ao redor do ânus, e que causa grande desconforto ao evacuar e sentar. Este abaulamento é muito visível nos abscessos mais superficiais, mas não é tão evidente nos mais profundos. Nestes últimos, a valorização da queixa dolorosa do paciente é a chave para um diagnóstico correto.
No caso do abscesso que ocorre dentro da parede do canal anal, ocorre dor retal e anal, sendo que esta é exacerbada com a evacuação. O paciente também refere a sensação de reto "cheio", podendo haver a saída de pus e muco. O toque retal mostra a presença do abaulamento dentro do canal anal. Este tipo de abscesso dever ser sempre diferenciado da trombose hemorroidária interna, que também é dolorosa e protuberante no canal anal.
O pus geralmente está presente no interior dos abscessos, o que pode ser comprovado com uma simples punção com agulha no próprio consultório. A presença do pus confirma o diagnóstico e indica a necessidade de drenagem cirúrgica. A febre pode estar presente, mas não é uma regra.
O exame físico revela uma área endurecida, quente, com vermelhidão e muito dolorosa ao toque. Em alguns casos, é até possível observar um local de saída de secreção purulenta. No entanto, não devemos esquecer que nos abscessos mais profundos a história clínica pode ser mais evidente do que o exame físico.
Nos casos de difícil diagnóstico, o cirurgião pode sugerir a realização de exames de imagem, como a ultra-sonografia, a tomografia computadorizada ou a ressonância magnética, que identificarão o local e a extensão do abscesso.
Também está indicada a realização de hemograma, para a avaliação do grau da infecção, e de glicemia, devido ao risco de diabetes associada.

## Tratamento
O tratamento é cirúrgico, e assim que se identifica o abscesso, este deve ser drenado (esvaziado). Após a retirada do material purulento, realiza-se a lavagem da região como soro ou solução antisséptica. Nos casos mais graves, há a necessidade de se manter um dreno por alguns dias (24 a 72 horas), até que toda a secreção residual seja eliminada. Em alguns casos, pode ser realizada a lavagem da cavidade drenada através do dreno.
No período pós-operatório, o paciente deve realizar banhos de assento com água quente, já que este tem um efeito antiinflamatório.
Os pacientes também podem ser submetidos ao uso de antibióticos, principalmente naqueles em que há história de diabetes, doença cardíaca valvular e imunossupressão.